# Kodokan Norderstedt
Der Verein Kodokan e.V. Norderstedt ist ein Kampfsportverein in Norderstedt nördlich von Hamburg in Schleswig-Holstein. Er ist Mitglied im Schleswig-Holsteinischen-Ju-Jutsu-Verband (SHJJV).

## Geschichte
Der Verein wurde im Jahr 1988 von neun Mitgliedern gegründet. Heute trainieren über 250 Kinder und Erwachsene die Sportarten Ju-Jutsu, BJJ, Taekwon-Do, Boxen und Box Workout. 2012 wechselte der Verein in den Schleswig-Holsteinischen-Ju-Jutsu-Verband.

## Verein

### Wettkampf
Der Verein veranstaltete zusammen mit dem HJJV die Internationalen Hamburg Open bis 2011. Ab 2012 hieß das Turnier „Internationale Kodokan Open“ und wurde bis zum Jahr 2020 vom Verein alleine ausgerichtet. Außerdem war der Verein aktiv mit einer Mannschaft in der Ju-Jutsu-Bundesliga vertreten.
Erfolge der Wettkämpfer:
| Veranstaltung              | Jahr   | Platz     |
| -------------------------- | ------ | --------- |
| World Games                | 2005   | 3.        |
| Europameisterschaft        | 2013   | 2.        |
| U18-Weltmeisterschaft      | 2009   | 2× 1.     |
| U18-Europameisterschaft    | 2010   | 1.        |
| Hamburger Meisterschaft    | ?–2011 | >20 Titel |
| Norddeutsche Meisterschaft | ?–2011 | >20 Titel |
| Deutsche Meisterschaft     | ?–2010 | >20 Titel |

sowie mehrere Titel auf anderen Turnieren.

#### Ju-Jutsu-Bundesliga
Erfolge in der Ju-Jutsu-Bundesliga
| Liga          | Saison    | Platz |
| ------------- | --------- | ----- |
| 1. Bundesliga | 2010/2011 | 3.    |
| 1. Bundesliga | 2011/2012 | 2.    |

### Frauenselbstverteidigung
Der Verein bietet in unregelmäßigen Abständen Selbstverteidigungskurse für Frauen an.